# Quinten Colman
Quinten Colman (15 oktober 1996) is een Belgische handballer.

## Levensloop
Colman kwam als 19-jarige over van HK Waasmunster naar Sasja Hoboken. In 2017 verliet de opbouwer deze club voor het Nederlandse Targos Bevo HC dat uitkwam in de eredivisie. Vervolgens werd in april 2019 bekend dat Colman zou verkasten naar Achilles Bocholt. Met deze club won hij het daaropvolgende seizoen de BENE-League. Omwille van de COVID-19-pandemie werd dat seizoen de strijd voor de landstitel en de Beker gestaakt. In seizoen 2021-'22 behaalde Colman met Bochots de Beker, maar wederom werd er door Covid-19 geen landskampioen aangeduid. Na dit seizoen werd hij actief bij Dijon MH, een club uit de Franse Proligue. 
Tevens is Colman als international actief bij het Belgisch handbalteam. Hij werd onder meer geselecteerd voor het wereldkampioenschap van 2023.